# توسع القناة اللعابية
توسع القناة اللعابية (بالإنجليزية: Sialectasis)‏ (بالإنجليزية: Sialectasia)‏ هو تَوسع كيسي في الغدد اللعابية، وقد يحدث نتيجةً لتضيق القناة اللعابية أو وجود حصوة (حصى لعابية)، ومن النادر أن تحدث خلقياً.